# سبنسر ونايت
سبنسر ونايت (بالإنجليزية: Spencer Knight)‏ هو لاعب هوكي الجليد أمريكي، ولد في 19 أبريل 2001 في دارين في الولايات المتحدة.

## وصلات خارجية
- سبنسر ونايت على موقع دوري الهوكي الوطني (الإنجليزية)
- سبنسر ونايت على موقع EliteProspects.com (الإنجليزية)
- سبنسر ونايت على موقع Eurohockey.com (الإنجليزية)
- سبنسر ونايت على موقع HockeyDB.com (الإنجليزية)
- سبنسر ونايت على موقع Hockey-Reference.com (الإنجليزية)